# San Carlos (Pangasinan)
San Carlos è una città componente delle Filippine, situata nella Provincia di Pangasinan, nella Regione di Ilocos.
San Carlos è formata da 86 baranggay:
- Abanon
- Agdao
- Anando
- Ano
- Antipangol
- Aponit
- Bacnar
- Balaya
- Balayong
- Baldog
- Balite Sur
- Balococ
- Bani
- Bega
- Bocboc
- Bugallon-Posadas Street (Pob.)
- Bogaoan
- Bolingit
- Bolosan
- Bonifacio (Pob.)
- Buenglat
- Burgos Padlan (Pob.)
- Cacaritan
- Caingal
- Calobaoan
- Calomboyan
- Caoayan-Kiling
- Capataan
- Cobol

- Coliling
- Cruz
- Doyong
- Gamata
- Guelew
- Ilang
- Inerangan
- Isla
- Libas
- Lilimasan
- Longos
- Lucban (Pob.)
- M. Soriano
- Mabalbalino
- Mabini (Pob.)
- Magtaking
- Malacañang
- Maliwara
- Mamarlao
- Manzon
- Matagdem
- Mestizo Norte
- Naguilayan
- Nilentap
- Padilla-Gomez
- Pagal
- Palaming
- Palaris (Pob.)
- Palospos

- Pangalangan
- Pangoloan
- Pangpang
- Paitan-Panoypoy
- Parayao
- Payapa
- Payar
- Perez Boulevard (Pob.)
- PNR Station Site
- Polo
- Quezon Boulevard (Pob.)
- Quintong
- Rizal (Pob.)
- Roxas Boulevard (Pob.)
- Salinap
- San Juan
- San Pedro-Taloy
- Sapinit
- Supo
- Talang
- Tamayo
- Tandang Sora
- Tandoc
- Tarece
- Tarectec
- Tayambani
- Tebag
- Turac